# Ernst von Wettin (Hauptmann)
Ernst von Wettin († zwischen 1594 und 1596) war Hauptmann der Festung Wittenberg und Besitzer von Schloss Jessen.

## Leben
Er stammte aus dem nicht mit dem Haus Wettin zu verwechselnden Ministerialengeschlecht von Wettin, das u. a. Besitzungen in Maxdorf bei Köthen und Gatterstädt hatte.
1567 stand Ernst von Wettin als Hauptmann im sächsischen Militärdienst.
Spätestens 1573 ist Ernst von Wettin als neuer Hauptmann in Wittenberg nachweisbar. Er war u. a. an der Verhaftung von Caspar Peucer am 1. April 1574 gemeinsam mit dem damaligen Wittenberger Bürgermeister maßgeblich beteiligt. In den Neujahrsblätter der Bibliothek und des Archivs der Stadt Leipzig, Band 1, 1906, wird Ernst von Wettin als ein schlimmer Kerkermeister bezeichnet.
1574 kaufte er von Bernhard Spiegel dessen Rittergut Jessen nebst Pertinentien, wozu u. a. auch Schützberg gehörte.
Am 10. August 1575 wurde Ernst von Wettin von Kurfürst August von Sachsen mit dem Rittergut Jessen nebst Zubehörungen belehnt. Dieses Schloss hatte Kurfürst Friedrich in seinem dritten Testament seinen beiden unehelichen Söhnen Friedrich und Sebastian nebst jeweils 500 Taler jährlich überlassen.
Die beiden Brüder des Hauptmanns Ernst von Wettin, Gerwisch und Christoph von Wettin, und seine zwei Vetter Melchior und Ernst von Wettin hatte er zu Mitbelehnten des Schlosses Jessen eingesetzt und seinen Töchtern Heiratsgut auf das Schloss Jessen verschrieben, von dem auch Gebrauch gemacht wurde.
Er hatte u. a. den gleichnamigen Sohn Ernst von Wettin den Jüngeren und hinterließ die in den Registraturen der Kirchenvisitationen im ehemals sächsischen Kurkreis von Karl Pallas genannte Wettiner Stiftung.
Kurz vor seinem Tod verkaufte er aufgrund von Schulden das Schloss Jessen nebst zubehör an seinen Schwiegersohn aus der Familie von dem Knesebeck.